# (15883) 1997 CR29
1997 سي أر 29 (ويعرف أيضًا باسم (15883) 1997 سي أر 29 وفق تسمية الكوكب الصغير) (بالإنجليزية: 1997 CR29)‏ هو كويكب ضمن حزام الكويكبات؛ وترتيبه 15883 من حيث الاكتشاف.
اكتُشف هذا الجُرم الفلكي بواسطة ديفيد جويت في 3 فبراير 1997.

## وصلات خارجية
- (15883) 1997 CR29 في قاعدة بيانات مختبر الدفع النفاث لأجرام النظام الشمسي الصغيرة

- الاكتشاف · مخطط المدار ·  العناصر المدارية · المعلمات المادية

- (15883) 1997 CR29 على موقع ويكي سكاي: DSS2, SDSS, GALEX, IRAS, Hydrogen α, X-Ray, Astrophoto, Sky Map, Articles and images